# Пам'ятник Миколаю Копернику (Коросно)
Пам'ятник Миколаю Копернику в Кросні - статуя в Коросні, що зображує польського астронома Миколая Коперника. Встановлена на вулиці Пйотра Скарги перед будівлею I загальноосвітнього ліцею імені Миколая Коперника.
Автором пам'ятника є Станіслав Коханек. На пам'ятнику Коперник спирається лівою рукою на земну кулю, а правою рукою закриває очі, дивлячись на небо.
Відкриття пам'ятника відбулося в 1973 році під час загальнонаціональних святкувань 500-річчя від дня народження астронома, названих роком Коперника.